# Józef Mühlnikiel
Józef Mühlnikiel (ur. 26 lutego 1897 w Nekli) – pilot Wojska Polskiego, kawaler Orderu Virtuti Militari.

## Życiorys
Syn Franciszka i Katarzyny z domu Lepczyk. 16 grudnia 1914 roku został powołany do odbycia służby w armii cesarstwa Niemieckiego. Otrzymał przydział do lotnictwa i został skierowany na szkolenie do Flieger Ersatz Abteilung Nr. 4 w Poznaniu a następnie w marcu 1915 odbył kurs rusznikarski w Flieger Ersatz Abteilung Nr. 2 w Döbritz. Po jego ukończeniu został skierowany na dalsze szkolenie lotnicze w Flieger Ersatz Ab-teilung Nr. 3 w Gocie. Po uzyskaniu dyplomu pilota służył w Luftstreitkräfte na froncie zachodnim.
9 grudnia 1918 roku został zwolniony z cesarskiej armii i przyjechał do Poznania, gdzie podjął pracę na kolei. Podczas powstania wielkopolskiego brał udział w walkach pod Zbąszyniem i Kępnem, w walkach ulicznych w Poznaniu, później zgłosił się do służby na Stacji Lotniczej w Ławicy. Pod koniec lutego 1919 roku otrzymał przydział do 2. wielkopolskiej eskadry lotniczej.

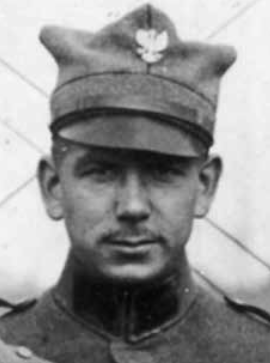
Józef Mühlnikiel pchor. pilot (1920)

Wykonywał loty rozpoznawcze i propagandowe nad terenami przyznanymi Polsce w ramach traktatu wersalskiego. Podczas jednego z takich lotów w rejon w Bydgoszczy i Torunia załoga złożona z sierż. pil. Józefa Mühlnikiela i sierż. obs. Tadeusza Kostro zabłądziła i znaleźli się nad Piłą. Ich Halberstadt C.V został przechwycony przez niemieckie myśliwce i odeskortowany do granicy polskiego terytorium.
25 września 1919 roku został przeniesiony do 1. eskadry wielkopolskiej, z której 26 kwietnia 1920 r. został skierowany do 14. eskadry wywiadowczej. W składzie tej jednostki brał udział w wojnie polsko-bolszewickiej. 30 kwietnia 1920 roku został awansowany na stopień podchorążego. 
Odszedł z wojska 20 listopada 1920 roku i powrócił do pracy na kolei. Społecznie pracował również w Aeroklubie Poznańskim. Brak jest informacji o jego dalszych losach.

## Ordery i odznaczenia
W czasie swej służby otrzymał odznaczenia:
- Krzyż Srebrny Orderu Wojskowego Virtuti Militari nr 436 – 8 kwietnia 1921[8][9],
- Polowa Odznaka Pilota nr 96 – 11 listopada 1928 roku „za loty bojowe nad nieprzyjacielem w czasie wojny 1918-1920”[10],
- Krzyż Żelazny I i II klasy[11]